# Werkstattgrube

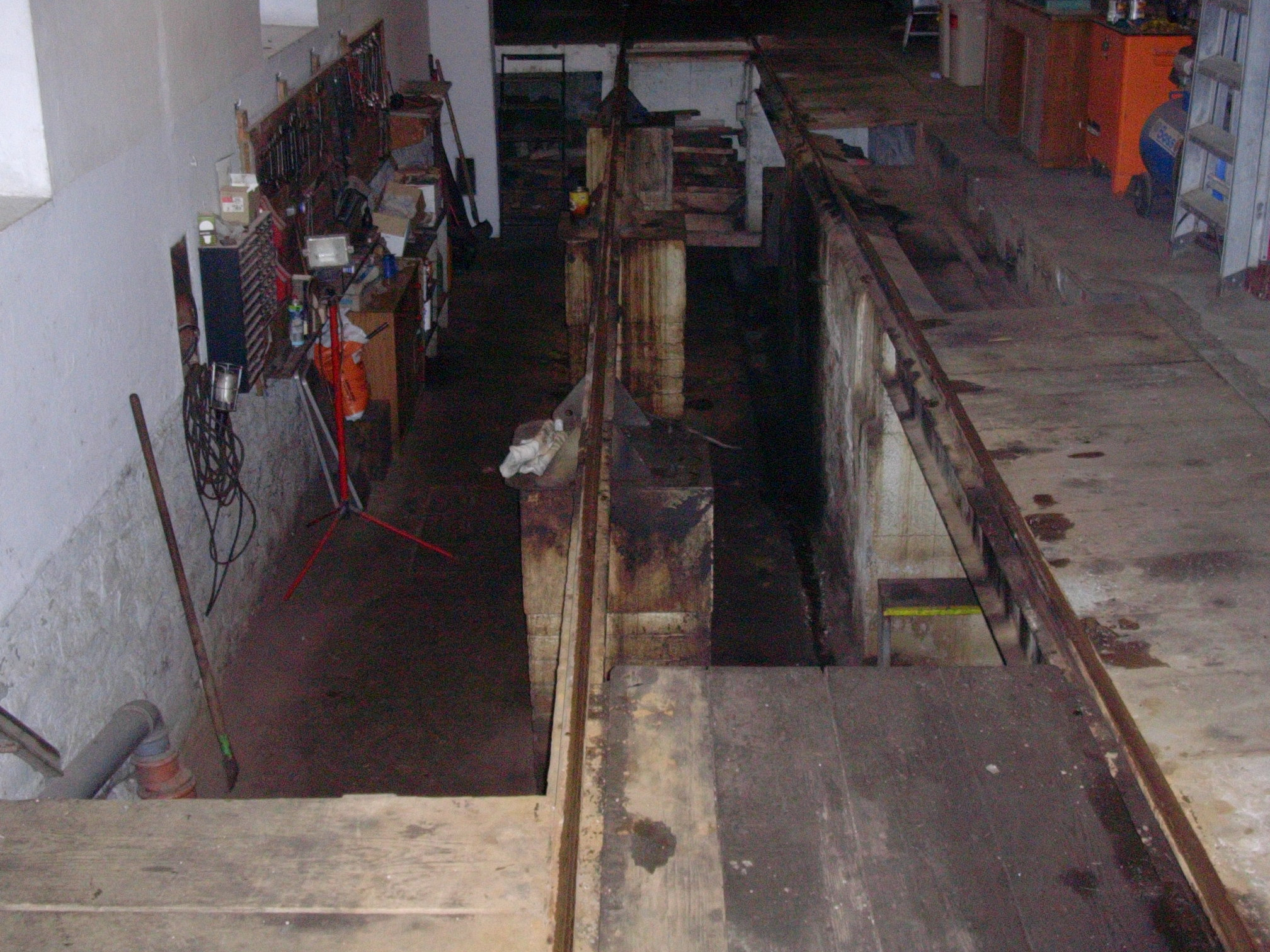
Werkstattgrube bei der Straßenbahn Gmunden

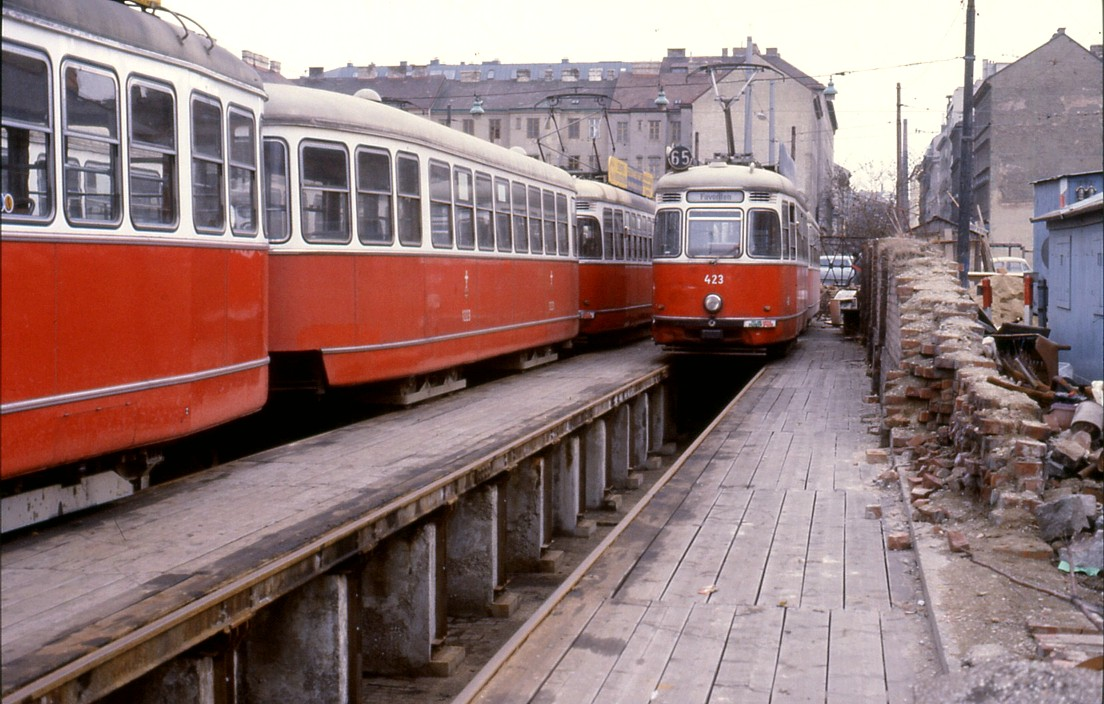
Werkstattgrube bei der Straßenbahn Wien

Eine Werkstattgrube, Abschmiergrube, Fahrzeuggrube, Arbeitsgrube, Untersuchungsgrube, Montagegrube, Inspektionsgrube, Putzgrube oder seltener Lokgrube ist ein für Personen zugänglicher Schacht, über dem ein Kraftfahrzeug oder Schienenfahrzeug abgestellt werden kann, um Arbeiten an der Unterseite des Fahrzeugs auszuführen. Der Vorteil einer Grube ist, dass bequem im Stehen unter dem Fahrzeug gearbeitet werden kann. Außerdem kann eine Grube, im Gegensatz zu einer Hebebühne, auch in sehr niedrigen Werkstätten, Garagen, Lokschuppen, Bahnbetriebswerken, Depots oder ähnlichen Einrichtungen benutzt werden. An einem Ende der Grube befinden sich häufig Stufen, die ein bequemes Betreten ermöglichen, bei Gruben im Freien ist zudem ein Wasserablauf vorhanden, der die Ansammlung von Regenwasser verhindert.
Durch die in der Regel ebenerdige Zufahrt kann das Fahrzeug selbständig über die Grube fahren oder mit geringem Kraftaufwand durch Schieben oder Schleppen dorthin manövriert werden. Es sind keine zusätzlichen Geräte zum Anheben des Fahrzeugs notwendig.
Ein großer Nachteil der Grube ist, dass man nicht wie bei der Hebebühne frei an die komplette Unterseite des Fahrzeugs gelangen kann. So sind zum Beispiel Arbeiten an Achsteilen, Räderwechsel und dergleichen auf der Grube nur mit Unterstützung eines Grubenhebers möglich. Da das über der Grube stehende Fahrzeug den Lichteinfall behindert ist meist eine künstliche Beleuchtung in der Grube notwendig. Ein weiterer Nachteil ist die mögliche Ansammlung von Gasen in der Grube, die durch Sauerstoffmangel für darin arbeitende Personen gefährlich werden können.
Im Kraftfahrzeugbereich wurden die Arbeitsgruben häufig von Hebebühnen abgelöst. Bei Lastkraftwagen und bei Feuerwehrfahrzeugen kommen sie aber noch häufig vor. In vielen älteren Privatgaragen befinden sich ebenfalls Werkstattgruben, die es dem Fahrzeugbesitzer ermöglichten, die bei früheren Automodellen häufig notwendigen Wartungsarbeiten (z. B. Abschmieren der Lager mit Fett) selbst durchzuführen.